# 鈴木徹 (野球)
鈴木 徹（すずき とおる、1936年4月4日 - 2004年12月22日）は、宮城県出身のプロ野球選手・審判員。

## 来歴・人物
宮城県の古川高校を卒業後、1955年に内野手として大洋ホエールズに入団。同期に伊藤春男がいる。一軍出場のないまま引退し、1963年にセ・リーグ審判員に転じる。1963年～1993年まで31年間審判員を務め、2539試合に出場したのち、1993年シーズン終了後引退。また、1992年から1993年までは審判部主任を務めた。審判員袖番号は17。
日本シリーズの出場はないが、オールスターは4回出場、1992年第2戦（7月19日・千葉マリンスタジアム、ヤクルトの古田敦也がオールスター史上初のサイクルヒットを達成した試合）では右翼線審、出身地（宮城球場）での開催となった第3戦では球審を務めた。
1992年6月14日阪神甲子園球場で行われた、阪神対広島戦で、阪神の湯舟敏郎がノーヒットノーランを達成した際には一塁塁審を務めていた。この試合で9回2死から広島の正田耕三が打ったセンター前に抜けようかというゴロをセカンドの和田豊が好捕して一塁に送球し、鈴木がアウトのコールを行って記録が達成された。
また、長嶋茂雄の引退試合でも三塁塁審を務め、引退セレモニー時のスコアボードに鈴木の名前が記されている。
2004年12月22日、肺炎のため死去。

## 詳細情報

### 年度別打撃成績
- 一軍公式戦出場なし

### 背番号
- 35 （1955年）